# Joan Clos
Joan Clos Matheu (Parets, Barcelona, 29 de junio de 1949) es un político español del PSC. Fue alcalde de Barcelona desde septiembre de 1997 hasta septiembre de 2006. Entre 2006 y 2008 fue ministro de Industria, Comercio y Turismo de España. Posteriormente fue embajador de España en Turquía y Azerbaiyán. De octubre de 2010 a enero de 2018, fue director Ejecutivo del Programa de Naciones Unidas para los Asentamientos Humanos (ONU-Hábitat). Desde 2020 preside la Asociación de Propietarios de Vivienda en Alquiler (Asval), una organización impulsada por las grandes inmobiliarias españolas.

## Trayectoria
Graduado en la primera promoción de la Universidad Autónoma de Barcelona, Joan Clos cursó sus estudios en el Hospital de San Pablo de Barcelona.  Una vez licenciado en Medicina trabajó en el Centro de Análisis y Programas Sanitarios (CAPS). Tras varios años de ejercicio profesional como anestesista, cambió radicalmente su trayectoria profesional y se orientó hacia la epidemiología, la medicina comunitaria y la gestión de recursos sanitarios. Cursó estudios de especialización en la Universidad de Barcelona y en Estados Unidos y en 1977 estudió Salud Pública y Epidemiología en la Universidad de Edimburgo. Participó en los movimientos profesionales antifranquistas y de renovación de los servicios sanitarios. Durante la transición política trabajó en el Centro de Análisis y Programas Sanitarios (CAPS) con el colectivo de médicos que defendían la transformación política del país. Entre los años 1981 y 1991 fue elegido presidente de la Sociedad Española de Epidemiología, de la que es miembro fundador, y de la Sociedad Española de Salud Pública y Administración Sanitaria.
En 1979 se integró en el gobierno municipal de Barcelona como director de los Servicios Sanitarios. En 1983 resultó elegido concejal del Ayuntamiento de Barcelona por la lista del PSC. Fue responsable del Área de Salud Pública. En 1987 fue nombrado concejal del distrito de Ciutat Vella. Cuatro años después, en 1991, fue nombrado segundo teniente de alcalde, con responsabilidad directa sobre el ámbito de Organización, Economía y Hacienda.
El 26 de septiembre de 1997 sustituyó a Pasqual Maragall como alcalde de Barcelona. Fue posteriormente elegido 1999 para un mandato de cuatro años, siendo reelegido en las elecciones municipales celebradas el 25 de mayo del 2003. 
Su mandato como alcalde está caracterizado por la concepción, preparación y celebración del controvertido primer Fórum Universal de las Culturas, celebrado en Barcelona en verano de 2004, y la consiguiente reurbanización del área del Besós y Diagonal Mar. Un proyecto de reordenación urbanística diez veces mayor que el que experimentó la ciudad con motivo de los Juegos Olímpicos de 1992 que provocó numerosas movilizaciones vecinales y de colectivos concretos contrarias a la política urbanística y de vivienda del Ayuntamiento, al que se acusaba de 'especulador'. También puso en marcha el Proyecto 22@, un nuevo barrio tecnológico que se construyó sobre el vetusto Pueblo Nuevo, y la remodelación de La Sagrera ante la inminente llegada del tren de alta velocidad (AVE) a la ciudad condal. 
En septiembre de 2006 cesó en la alcaldía de Barcelona tras nueve años de mandato, al ser nombrado por el presidente del Gobierno español, José Luis Rodríguez Zapatero, como  ministro de Industria, Comercio y Turismo. Sustituyó en ese cargo al líder del PSC José Montilla, que dejó el Ministerio de Industria, Comercio y Turismo para liderar las listas del PSC en las elecciones al Parlamento de Cataluña que se celebraron el 1 de noviembre de 2006. Su sucesor al frente de la alcaldía de Barcelona fue Jordi Hereu. En la primavera de 2008 cesó como ministro y pasó a ocupar el cargo de embajador en Turquía, al que en 2009 sumó el de embajador en la República de Azerbaiyán. Ocupó el cargo de embajador hasta octubre de 2010.
El 18 de octubre de 2010 la Asamblea General de la ONU lo designó Director Ejecutivo del Programa de Naciones Unidas para los Asentamientos Humanos (ONU-HABITAT), con rango de Subsecretario General de Naciones Unidas. Fue sucedido en enero de 2018 por la malaya Maimunah Mohd Sharif.
En julio de 2019 el presidente de la Generalidad Quim Torra lo fichó como experto en el Consejo Asesor para el Desarrollo Sostenible de Catalunya (CADS), por un periodo de dos años un organismo de participación y consulta del gobierno catalán en relación con las políticas que tienen incidencia sobre el medio ambiente.
En abril de 2020 se anunció que Clos asumía la presidencia de la Asociación de Propietarios de Vivienda en Alquiler (Asval), una organización de reciente creación impulsada por las grandes inmobiliarias españolas.
en 2020, Joan Clos fue fichado como presidente de la Asociación de Propietarios de Vivienda en Alquiler (ASVAL) y de la Federación Internacional de Profesiones Inmobiliarias (Fiabci). De esta forma se convertía en la cara visible de las dos patronales inmobiliarias más importantes del país, a las cuales pertenecen las más grandes compañías dedicadas al mundo del alquiler y venta de viviendas, como Testa Homes y Albinara, controladas por Blackstone.

## Premios y reconocimientos
- En 2016 fue premiado con la medalla Jane Jacobs, junto al y al arquitecto y activista de Mumbai PK Das,que otorgan la Fundación Rockefeller y The Municipal Art Society of New York (MAS) a personalidades vivas que destaquen por aportar soluciones creativas para el desarrollo de las ciudades.[8]
- 2025: Medalla de Oro del Ayuntamiento de Barcelona.[9]